# Książę Egiptu
Książę Egiptu (ang. The Prince of Egypt) – amerykański animowany film religijny z 1998 roku w reżyserii Brendy Chapman, Steve'a Hicknera i Simona Wellsa na podst. Księgi Wyjścia, opowiadający o losach biblijnego Mojżesza.

## Fabuła
W Egipcie w czasach prześladowania Hebrajczyków za faraona Setiego I Jochebed, hebrajska matka postanawia uratować swojego nowonarodzonego syna przed śmiercią z rąk siepaczy faraona, wkładając go do koszyka i puszczając z biegiem rzeki. Dziecko zostaje znalezione przez żonę Setiego – Tuję, która zabiera go pałacu i nadaje imię Mojżesz. Wszystko to widzi jego siostra Miriam, która śledziła niebezpieczną drogę koszyka. Lata później dorosły Mojżesz wychowany na dworze faraona oraz jego przybrany starszy brat i następca tronu Ramzes żyją beztrosko nie zważając na podległych im ludzi. Podczas szaleńczej jazdy rydwanami zniszczą budowaną świątynię, co się spotyka z gniewem Setiego. Zwłaszcza jest srogi dla Ramzesa, mówiąc że jako przyszły faraon musi być odpowiedzialny.
Czując się winnym Mojżesz podsuwa ojcu myśl, żeby dał Ramzesowi okazję do swojej odpowiedzialności. Wobec tego Seti mianuje Ramzesa księciem regentem i daje mu nadzór podlegają świątyniami Egiptu. Arcykapłani Hotep i Choi ofiarowują Ramzesowi piękną i porywczą Madianitkę Seforę. W rewanżu Ramzes mianuje Mojżesza głównym budowniczym i oddaje mu Seforę. Nocą Sefora ucieka z dworu, by wrócić do swych ludzi. Zaintrygowany Mojżesz podąża za nią do Goszen, gdzie mieszkają hebrajscy niewolnicy. Natyka tam na Miriam i ich brata Aarona, którzy go rozpoznają. Miriam uważa, że Mojżesz jako egipski książę wyzwoli ich lud. Ten nie wierzy w jej twierdzenia i decyduje się na ich aresztowanie, dopóki Miriam nie zaczyna śpiewać kołysanki Jochebed, przywołując pamięć bratu.
Zszokowany Mojżesz ucieka z powrotem do pałacu, gdzie z zgrozą odkrywa, że Seti przed laty rozkazał wymordować hebrajskie niemowlęta w obawie o powstanie coraz liczniejszych Hebrajczyków. Seti próbuje się wybielić, mówiąc że to byli tylko niewolnicy. Następnego dnia Tuja wyznaje prawdę Mojżeszowi o jego znalezieniu, którego tłumaczy darem bogów i pociesza go mówiąc, że wciąż jest traktowany jako część rodziny. Podczas nadzoru odbudowywanej świątyni Mojżesz zwraca uwagę na ciężki los pracujących Hebrajczyków. Widząc jednego z nadzorców znęcającego nad starym niewolnikiem wbiega na platformę i niechcący zrzuca nadzorcę zabijając go na miejscu. Przerażony tym co zrobił, decyduje się uciec z Egiptu mimo próśb Ramzesa.
Przez wiele dni Mojżesz błąka się po pustyni. Przy studni pomaga madianickim dziewczętom z odganiającymi ich mężczyznami. Okazuje się, że ich starszą siostrą jest Sefora. Ich ojciec i najwyższy kapłan Madianitów Jetro przyjmuje pod swój dach Mojżesza, który żeni się z Seforą i staje się pełnowartościowym członkiem plemienia. Pewnego dnia na wzgórzach Synaju Mojżesz podąża za zgubioną owcą do góry Horeb, gdzie objawia mu się hebrajski bóg w płonącym senesie i mianuje go tym, co ma dać Hebrajczykom wolność. Mimo swojej obawy Mojżesz postanawia wyruszyć do Egiptu, by wyprowadzić swoich rodaków z niewoli. Towarzyszy mu wspierająca go Sefora. W rozbudowanym Egipcie Ramzes jako obecny faraon cieszy się na widok Mojżesza i ułaskawia go z zabicia nadzorcy. 
Mojżesz prosi o uwolnienie swego ludu i przemienia swą laskę pasterską w węża, by zademonstrować moc Boga. Hotep i Choi swymi umiejętnościami iluzjonistycznymi przekonują Ramzesa, że też potrafią zmienić laski w węże. W rozmowie z Ramzesem na osobności Mojżesz wyrzeka się swego egipskiego dziedzictwa. Czując się zdradzonym Ramzes podwaja ciężar pracy Hebrajczyków, którzy winą obarczają Mojżesza. Jedynie Miriam wspiera swego brata. Mojżesz rusza w stronę Nilu, którym płynęła królewska łódź i zmienia wodę w krew. Lecz kolejna iluzja arcykapłanów utwierdza Ramzesa w przekonaniu, że nie powinien wypuszczać Hebrajczyków. Wówczas Bóg zsyła na Egipt kolejne plagi, lecz Ramzes nie chce się ugiąć, uważając że tym samym okaże słabość jako faraon.
Mojżesz jest wzburzony, że przez upór Ramzesa cierpią niewinni Egipcjanie. Ostrzega go, że następna plaga może być znacznie przerażająca od poprzednich. Nocą Bóg odbiera życie pierworodnym egipskim dzieciom, w tym synowi Ramzesa. Oszczędza Hebrajczyków, którzy za instrukcjami Mojżesza naznaczyli baranią krwią swe domostwa. Załamany Ramzes uwalnia Hebrajczyków. Mojżesz pogrąża się w rozpaczy z powodu śmierci swego bratanka. Rankiem on, Miriam, Aaron i Sefora wyprowadzają radujących się Hebrajczyków z Egiptu. Nad Morzem Czerwonym odkrywają, że mściwy Ramzes ściga ich ze swoją armią. Bóg zsyła słup ognia zatrzymujący armię, a laską Mojżesza rozstępuje morze. Po bezpiecznym przejściu Hebrajczyków na drugą stronę słup ognia znika i żołnierze mkną przez dno morza, lecz Bóg zamyka je zatapiając ich natychmiast, oszczędzając Ramzesa. Mojżesz ze smutkiem żegna się z bratem i prowadzi rodaków na górę Synaj, gdzie otrzymuje tablice z wyrytymi przykazaniami mówiącymi jak żyć moralnie. Unosi tablice, aby jego rodacy je mogli zobaczyć i odpowiadają to wielką radością.

## Obsada głosowa
W oryginalnej wersji filmu swojego głosu udzielili, m.in.:
- Val Kilmer –
  - Mojżesz (dialogi),
  - Bóg
- Amick Byram – Mojżesz (śpiew)
- Ralph Fiennes – Ramzes
- Michelle Pfeiffer – Sefora
- Sandra Bullock – Miriam (dialogi)
- Sally Dworsky – Miriam (śpiew)
  - Eden Riegel – mała Miriam
- Jeff Goldblum – Aaron
- Danny Glover – Jetro (dialogi)
- Brian Stokes Mitchell – Jetro (śpiew)
- Patrick Stewart – faraon Seti
- Helen Mirren – królowa Tuja (dialogi)
- Linda Dee Shayne – królowa Tuja (śpiew)
- Steve Martin – Hotep
- Martin Short – Choi
- Bobby Motown – syn Ramzesa
- Ofra Haza – Jochebed

## Wersja polska
Opracowanie: Start International Polska

Reżyseria: Izabella Falewiczowa

Dialogi polskie: Elżbieta Łopatniukowa

Teksty piosenek: Antoni Marianowicz

Kierownik muzyczny: Marek Klimczuk

Dźwięk i montaż: Janusz Tokarzewski

Wystąpili:
- Marcin Kudełka –
  - Mojżesz,
  - Bóg
- Jacek Borkowski – Ramzes (dialogi)
- Jacek Bończyk – Ramzes (śpiew)
- Izabela Dąbrowska – Sefora (dialogi)
- Olga Bończyk – Sefora (śpiew)
- Beata Jankowska – Miriam
  - Joanna Krejzler – mała Miriam
- Dariusz Odija – Aaron
- Krzysztof Kołbasiuk – Jetro
- Krzysztof Chamiec – faraon Seti
- Beata Kawka – królowa Tuja (dialogi)
- Grażyna Strachota – królowa Tuja (śpiew)
- Zbigniew Konopka – Hotep
- Krzysztof Tyniec – Choi
- Ofra Haza – Jochebed

Wykonanie piosenek:
- Uwolnij nas – Ofra Haza i Joanna Krejzler; Ofra Haza wystąpiła dzięki uprzejmości BMG Ariola Munich
- Kołysanka – Beata Jankowska
- To co ukochałem – Marcin Kudełka
- To co ukochałem – repryza (Tu, synu, jest twój dom) – Grażyna Strachota
- Przez nieba wzrok – Krzysztof Kołbasiuk
- Nie z patałachami grasz – Krzysztof Tyniec i Zbigniew Konopka
- Plagi – Jacek Bończyk i Marcin Kudełka
- Gdy wierzysz – Olga Bończyk i Beata Jankowska

## Nagrody
| Nagroda                      | Kategoria                                                                                                | Nominowani                                               | Wynik     | Źródło |
| ---------------------------- | --- | -------------------------------------------------------- | --------- | ------ |
| Nagroda Akademii Filmowej    | Najlepsza muzyka w komedii/musicalu                                                                      | Stephen Schwartz i Hans Zimmer                           | Nominacja | [ 15 ] |
| Nagroda Akademii Filmowej    | Najlepsza piosenka                                                                                       | When You Believe                                         | Wygrana   | [ 15 ] |
| Nagrody Saturn               | Najlepszy film akcji/przygodowy/thriller                                                                 | Najlepszy film akcji/przygodowy/thriller                 | Nominacja | [ 16 ] |
| Nagrody Saturn               | Najlepsza muzyka                                                                                         | Hans Zimmer                                              | Nominacja | [ 16 ] |
| Złoty Glob                   | Najlepsza muzyka                                                                                         | Stephen Schwartz i Hans Zimmer                           | Nominacja | [ 1 ]  |
| Złoty Glob                   | Najlepsza piosenka                                                                                       | When You Believe                                         | Nominacja | [ 1 ]  |
| Nagroda Annie                | Najlepszy film animowany                                                                                 | Penney Finkelman Cox i Sandra Rabins                     | Nominacja | [ 17 ] |
| Nagroda Annie                | Wybitne osiągnięcie reżyserskie w produkcji fabularnej                                                   | Brenda Chapman, Steve Hickner i Simon Wells              | Nominacja | [ 17 ] |
| Nagroda Annie                | Wybitne osiągnięcie w efektach animacji                                                                  | Jamie Lloyd (Krzew gorejący/Anioł zagłady)               | Nominacja | [ 17 ] |
| Nagroda Annie                | Wybitne osiągnięcie storyboardowe w produkcji fabularnej                                                 | Lorna Cook                                               | Nominacja | [ 17 ] |
| Nagroda Annie                | Najlepszy aktor głosowy                                                                                  | Ralph Fiennes                                            | Nominacja | [ 17 ] |
| Critics’ Choice Movie Awards | Najlepszy film animowany                                                                                 | Brenda Chapman, Steve Hickner i Simon Wells              | Wygrana   | [ 18 ] |
| Critics’ Choice Movie Awards | Najlepsza piosenka                                                                                       | When You Believe                                         | Wygrana   | [ 18 ] |
| Nagroda Satelita             | Najlepszy film animowany lub łączący w sobie różne media                                                 | Najlepszy film animowany lub łączący w sobie różne media | Nominacja | [ 19 ] |
| Nagroda Satelita             | Najlepsza piosenka                                                                                       | When You Believe                                         | Nominacja | [ 19 ] |
| Grammy                       | Nagranie roku                                                                                            | The Prince of Egypt: Music from the Motion Picture       | Nominacja | [ 20 ] |
| Grammy                       | Najlepsza kompozycja instrumentalna napisana dla filmu kinowego, telewizyjnego lub innej formy wizualnej | When You Believe                                         | Nominacja | [ 20 ] |

## Dodatkowe informacje
Księga Wyjścia nigdzie nie podaje imienia faraona. Jako, że Mojżesz często z nim rozmawia jak równy z równym, twórcy filmu musieli mu nadać imię. Nazwali go Ramzesem, ponieważ Ramzes II panował przez większość XIII wieku p.n.e.